# Spinoalacia
Spinoalacia is een geslacht van uitgestorven kreeftachtigen uit de klasse van de Ostracoda (mosselkreeftjes).

## Soorten
- Spinoalacia aculeata Schornikov, 1993 †
- Spinoalacia alata Schornikov & Mikhailova, 1990 †
- Spinoalacia anteroplana Schornikov, 1993 †
- Spinoalacia bushminae Schornikov, 1993 †
- Spinoalacia cornuta Schornikov & Mikhailova, 1990 †
- Spinoalacia costata Schornikov & Mikhailova, 1990 †
- Spinoalacia costoreticulata Schornikov & Mikhailova, 1990 †
- Spinoalacia cristata Schornikov, 1993 †
- Spinoalacia cristoalata Schornikov & Mikhailova, 1990 †
- Spinoalacia cuneata Schornikov, 1993 †
- Spinoalacia curta Schornikov, 1993 †
- Spinoalacia elongata Schornikov, 1993 †
- Spinoalacia figurata Schornikov, 1993 †
- Spinoalacia gracilis Schornikov, 1993 †
- Spinoalacia guangsuensis (Shi & Wang, 1987) Schornikov, 1993 †
- Spinoalacia hirundo Schornikov & Mikhailova, 1990 †
- Spinoalacia intermedia Schornikov & Mikhailova, 1990 †
- Spinoalacia lata Schornikov, 1993 †
- Spinoalacia lineata Schornikov, 1993 †
- Spinoalacia longa Schornikov, 1993 †
- Spinoalacia longispinata Schornikov, 1993 †
- Spinoalacia loxoalata Schornikov & Mikhailova, 1990 †
- Spinoalacia macrocostata Schornikov, 1993 †
- Spinoalacia magna Schornikov, 1993 †
- Spinoalacia medioplicata Schornikov, 1993 †
- Spinoalacia obisafitica Schornikov & Mikhailova, 1990 †
- Spinoalacia paraelongata Schornikov, 1993 †
- Spinoalacia postconcava Schornikov, 1993 †
- Spinoalacia posterospina Schornikov, 1993 †
- Spinoalacia quadricostata Schornikov, 1993 †
- Spinoalacia rectospinata Schornikov & Mikhailova, 1990 †
- Spinoalacia reticulata Schornikov & Mikhailova, 1990 †
- Spinoalacia rugosa Schornikov, 1993 †
- Spinoalacia simakovi (Bless, 1984) Schornikov & Michailova, 1990 †
- Spinoalacia spinata Schornikov & Mikhailova, 1990 †
- Spinoalacia striolata Schornikov & Mikhailova, 1990 †
- Spinoalacia triangulata Schornikov, 1993 †
- Spinoalacia tricostata (Green, 1963) Schornikov, 1993 †
- Spinoalacia uniformis Schornikov, 1993 †
- Spinoalacia venosa Schornikov, 1993 †
- Spinoalacia virgata (Green, 1963) Schornikov, 1993 †